# Museum Johannes Postschool
Museum Johannes Postschool is een museum in de Nederlandse plaats Rijsoord, provincie Zuid-Holland. Een deel van het museum besteedt aandacht aan de capitulatie van Nederland aan Duitsland in 1940. Het museum bevat ook een klein planetarium. Het museum is opgericht door de particulier Ad Los, die in 1995 het gebouwtje van de sloop redde door het te kopen. Het museum is geopend op 15 mei 2000 en is uitsluitend op afspraak te bezoeken.

## Capitulatie
Het gebouw is een voormalige christelijke lagere school waar in de nacht van woensdag 15 mei 1940 de capitulatie van de Nederlandse strijdkrachten aan de Duitsers plaatsvond. De school was destijds het tijdelijke hoofdkwartier van de Duitse generaal Kurt Student. De Nederlandse generaal Henri Winkelman en de Duitse generaal Georg von Küchler tekenden hier het capitulatiedocument.

## Monument
Voor het museum staat het capitulatiemonument. Deze bevat een bronzen plakkaat op natuursteen met op de sokkel de tekst: "Een volk dat zijn verdediging verwaarloost zet zijn vrijheid op het spel". 
Op het terrein zelf staat een buste uit 1953 van generaal Winkelman, gemaakt door Marian Gobius.

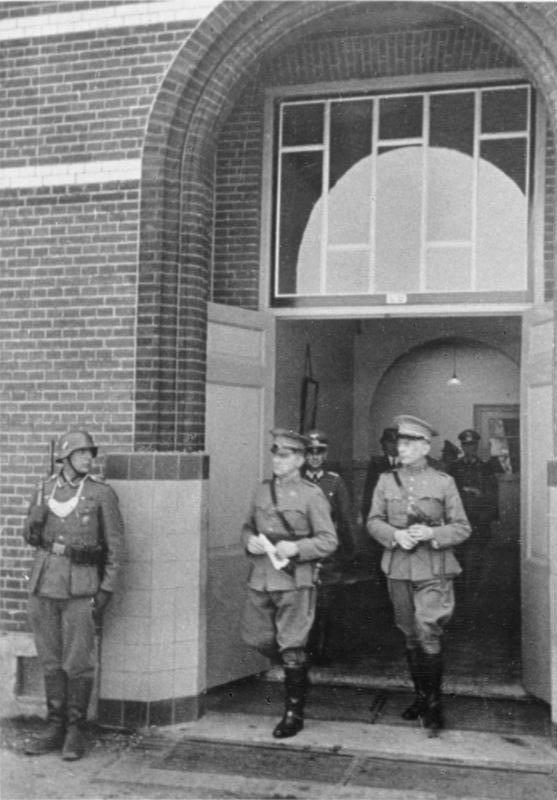
Generaal Winkelman verlaat na ondertekening het schoolgebouw
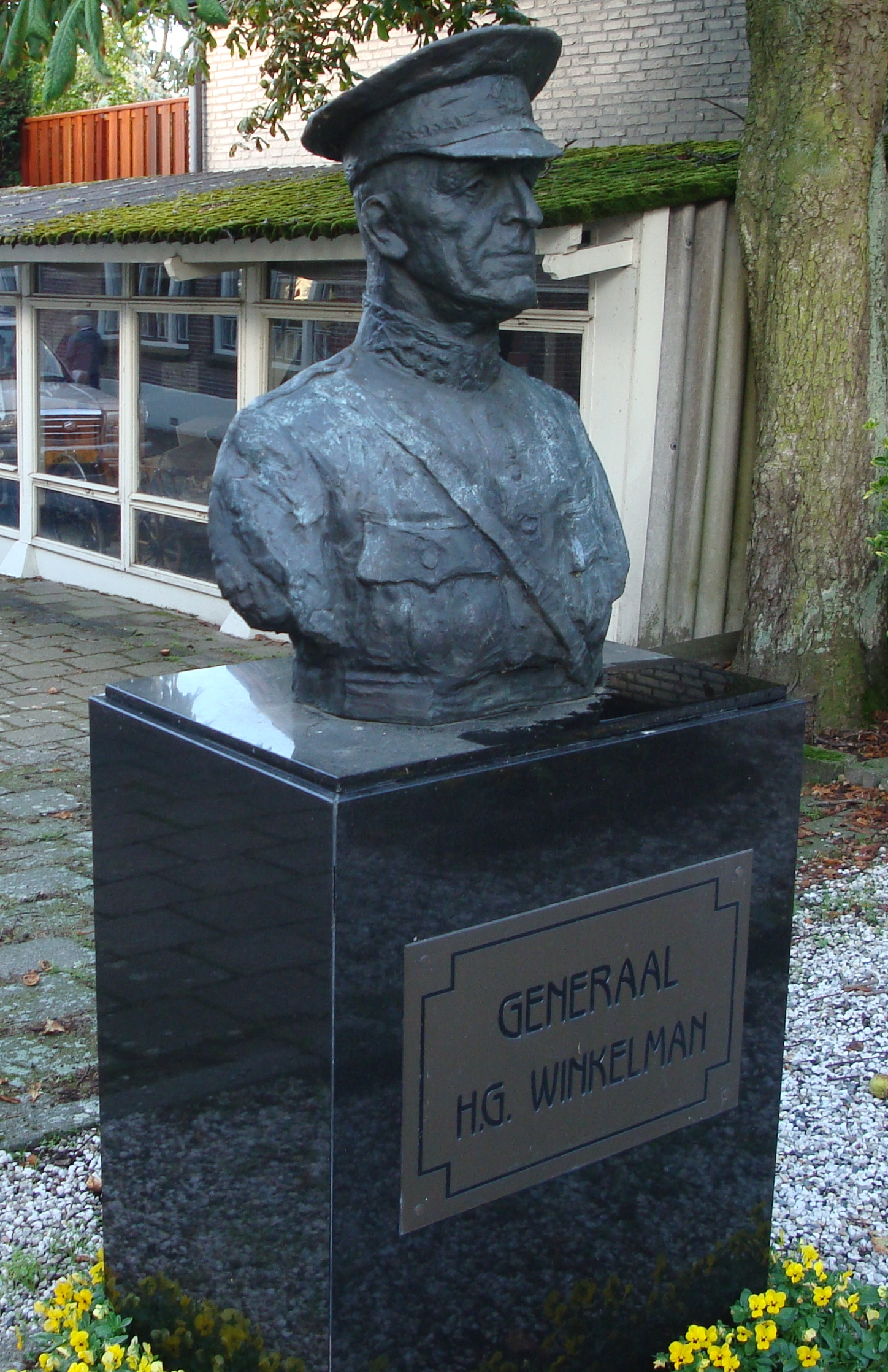
Buste Winkelman
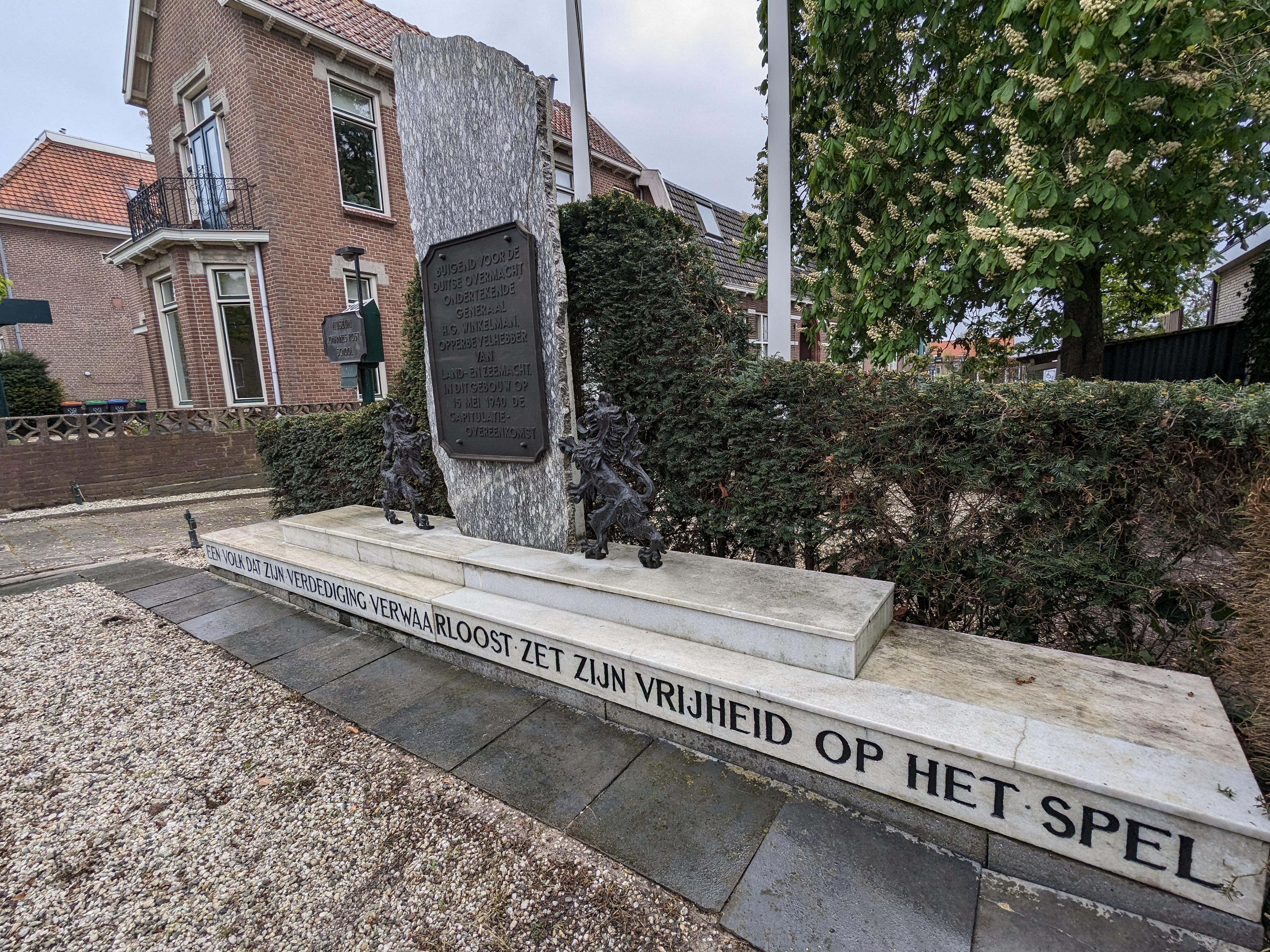
Het capitulatiemonument
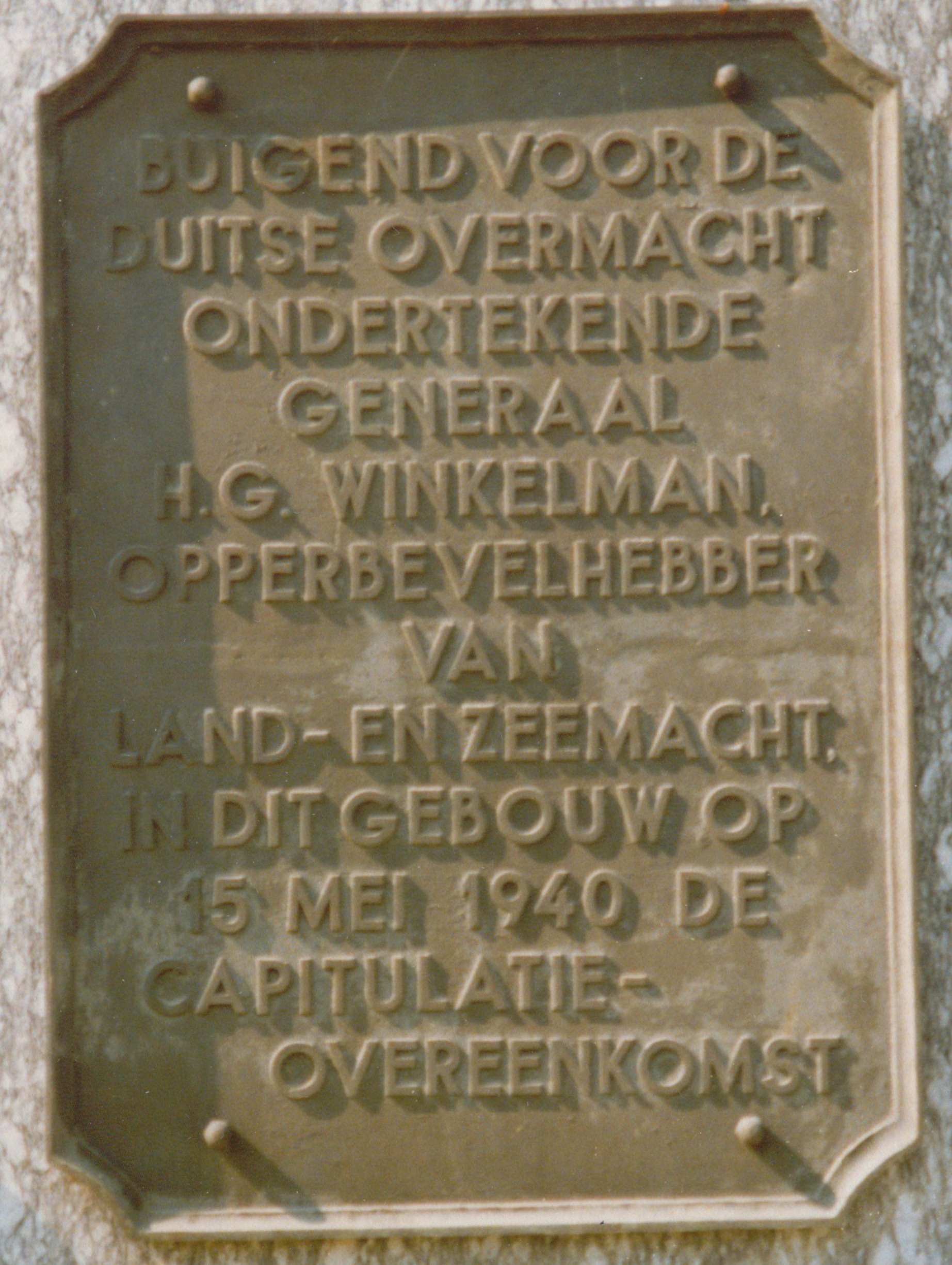
Plakkaat op het monument